# Мирослав Зелінка
Мирослав Зелінка (чеськ. Miroslav Zelinka, нар. 23 лютого 1981, Прага) — чеський арбітр, обслуговував матчі Ліги Європи УЄФА 2012—2013. З 2011 року — арбітр ФІФА. Обслуговував матчі кваліфікаційного турніру до чемпіонату світу 2014.

## Матчі національних збірних
| Дата            | Місто                        | Збірні                         | Рахунок | Турнір               | ЖК | YK · YK · RK | RK |
| --------------- | ---------------------------- | ------------------------------ | ------- | -------------------- | -- | ------------ | -- |
| 16 жовтня 2012  | Зениця, Боснія і Герцеговина | Боснія і Герцеговина – Литва   | 3 – 2   | Кваліфікація ЧС 2014 | 4  | 0            | 0  |
| 10 вересня 2013 | Астана, Казахстан            | Казахстан – Швеція             | 0 – 1   | Кваліфікація ЧС 2014 | 3  | 0            | 0  |
| 4 вересня 2014  | Жиліна, Словаччина           | Словаччина – Мальта            | 1 – 0   | Товариський матч     | 1  | 0            | 0  |
| 11 жовтня 2014  | Глазго, Шотландія            | Шотландія – Грузія             | 1 – 0   | Кваліфікація ЧЄ 2016 | 4  | 0            | 0  |
| 5 червня 2015   | Дебрецен, Угорщина           | Угорщина – Литва               | 4 – 0   | Товариський матч     | 1  | 0            | 0  |
| 4 вересня 2015  | Новий Сад, Сербія            | Сербія – Вірменія              | 2 – 0   | Кваліфікація ЧЄ 2016 | 3  | 0            | 0  |
| 12 жовтня 2015  | Відень, Австрія              | Австрія – Ліхтенштейн          | 3 – 0   | Кваліфікація ЧЄ 2016 | 3  | 0            | 0  |
| 6 вересня 2016  | Зениця, Боснія і Герцеговина | Боснія і Герцеговина – Естонія | 5 – 0   | Кваліфікація ЧС 2018 | 3  | 0            | 0  |
| 11 червня 2017  | Шкодер, Албанія              | Косово – Туреччина             | 1 – 4   | Кваліфікація ЧС 2018 | 4  | 1            | 0  |